# Xã Indian Point, Quận Knox, Illinois
Xã Indian Point (tiếng Anh: Indian Point Township) là một xã thuộc quận Knox, tiểu bang Illinois, Hoa Kỳ. Năm 2010, dân số của xã này là 1.554 người.